# Спальні
«Спальні» («Bedrooms») — американський телефільм 1984 року, знятий режисерами Джозефом Болонья і Рене Тейлор.

## Сюжет
Історії про кохання та шлюб закручені в чотирьох короткометражних комедійних історіях для дорослих.

## У ролях
- Джозеф Болонья — Білл/Девід
- Джейн Кертін — Лора
- Руді Де Лука — Алан
- Луїза Лессер — Бетті/Лоретта
- Демі Мур — Ненсі
- Рене Тейлор — Ріва/Венді

## Знімальна група
- Режисер — Джозеф Болонья, Рене Тейлор
- Сценарій — Джозеф Болонья, Рене Тейлор
- Продюсер — Елвін Х. Перлмуттер, Рене Тейлор
- Композитор — Рей Елліс